# Province de Lomaiviti
La province de Lomaiviti est une des quatorze provinces des Fidji. La langue qui y est parlée est le lomaiviti. Sur une superficie de 411 km², elle comptait 16 214 habitants (en 1996). Elle fait partie de la Division orientale et de la Confédération Kubuna, une des trois traditionnelles ratu des Fidji. Sa capitale est Levuka, 3 746 habitants, qui était également la capitale des Fidji de 1871 à 1877.

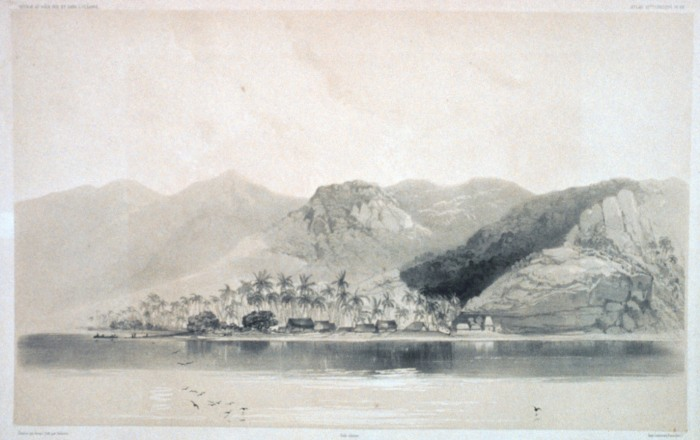
Image historique de Lomaviti dans la ville actuelle de Levuka.